# Martine de Bertereau
 (4 mars 2025).
Martine de Bertereau, née en Touraine ou Berry vers 1590 et décédée à Paris vers 1642, est baronne de Beausoleil et d'Auffembach, ainsi que minéralogiste. Avec son mari, Jean du Châtelet, qu'elle épouse vers 1610, elle voyage dans une grande partie de l'Europe pour y découvrir et prospecter des mines et des gisements. Ses livres, décrivant ses méthodes, ses outils et ses pratiques, l'ont souvent associée à la radiesthésie, à l'astrologie et à l'alchimie.

## Biographie
Les origines de Martine de Bertereau sont peu connues. Issue probablement d'une famille noble de province, elle reçoit une éducation rare pour les filles à cette époque. Elle maîtrise le français, le latin et a des notions d'hébreu comme l'attestent ses ouvrages. Elle a également dû suivre un enseignement scientifique axé sur la chimie, la mécanique et autre minéralogie. L'astrologie fait aussi partie de son savoir. Au cours de ses nombreux voyages, accompagnée de son mari, Jean du Châtelet, elle va encore élargir ses connaissances linguistiques avec l'italien, l'espagnol, l'allemand, acquérir une expérience de l'univers minier, de ses pratiques et de ses outils.
Le couple va pendant une trentaine d'années, parcourir l'Allemagne, la Hongrie, l'Italie, la Pologne, plusieurs pays de l'Europe centrale, la Suède, l'Écosse, les États pontificaux et pousser l'étude des ressources du sous-sol, la prospection des mines et leur exploitation jusqu'au Pérou (Bolivie actuelle) au Potosi.
La France, dont les mines étaient sous-exploitées et le sous-sol peu analysé, fait, bien entendu, partie de leur champ d'investigation minier et ils la traverseront à plusieurs occasions. Leurs premières études de gisements sont réalisées dans le sud-ouest dès le début du XVIIe siècle.
Dès 1626, l'exploration reprend dans les provinces avec mission du marquis d'Effiat, surintendant des mines et minières de France, de découvrir, d'ouvrir et d'exploiter des mines. Ils parcourent tout le sud, du Bordelais à la Provence, en passant par le Languedoc, puis visite la Bretagne, recensant les gisements potentiels. Tout ce travail est financé par le couple uniquement.
En 1627, à Morlaix, leur domicile est perquisitionné en leur absence, par un prévôt du nom de La Touche-Grippé, appelé La Touche-Grippe-Minon par la baronne. Les méthodes que le couple utilise dans leurs recherches, et leurs outils, ont paru suspects. Inculpés de magie et de sorcellerie, ils sont toutefois rapidement innocentés. Cependant, toutes les affaires saisies, bijoux, or, argent et autres minerais, papiers, procès-verbaux, mémoires des lieux, ne leur seront jamais restitués. Martine de Bertereau s'en plaindra encore en 1640.
Autour de 1629 et 1630, ils retournent en Hongrie où Jean du Chatelêt retrouve sa charge de conseiller et commissaire général des trois chambres des mines, acquise lors d'un précédent séjour dans ce pays. Laissant son fils aîné occuper sa place, le baron de Beausoleil, et sa femme, reviennent sur le sol français, amenant avec eux 50 mineurs et 10 fondeurs allemands.
Leur prospection minière reprend dans diverses régions, à leurs frais. Les Beausoleil comptent se rembourser sur de possibles concessions. Les dépenses dans leur entreprise sont considérables et peu de recettes voient le jour. Ils sont jalousés, soupçonnés de pratiques peu orthodoxes dans leurs travaux, à la limite de la magie. Les éventuels financements, par l'exploitation de concessions octroyées par le roi, tardent à venir. Martine de Bertereau s'impatiente et décide d'écrire en 1632 au marquis d'Effiat par le biais d'un livre qui lui est dédié: Véritable déclaration de la descouverte des mines et minières de France.... Elle y fait un état des lieux de leurs recherches, des mines trouvées.
Le baron est alors élevé au grade d'inspecteur général des mines en 1634, ce qui officialise sa situation mais ne lui donne pas plus de concessions minières à exploiter efficacement afin de ne plus se ruiner. Les années passent sans plus de résultats mais Martine de Bertereau se prépare à solliciter les plus hautes sphères.

### La Restitution de Pluton

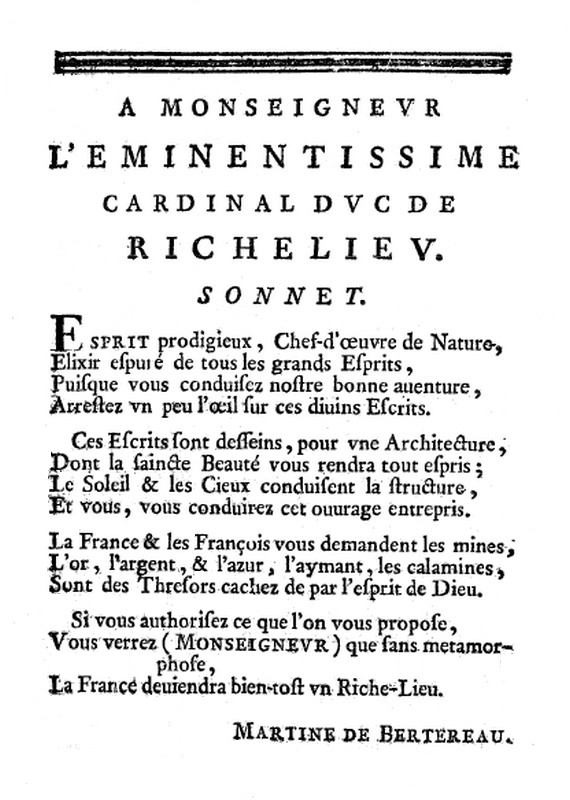
Sonnet dédié au Cardinal de Richelieu - Restitution de Pluton.

En 1640, La baronne de Beausoleil publie un ouvrage intitulé La Restitution de Pluton qu'elle adresse au cardinal de Richelieu. Il s'agit d'une espèce de supplique où elle raconte toute sa vie, et celle de son mari, consacrée à la minéralogie et à l'exploration des mines. Elle y détaille ses méthodes, parfois teintées d'astrologie et d'alchimie, ses outils et ses instruments étranges allant des Grands compas à l'Hydroyque minéral en passant par l'Astrolabe minéral ou le Geotrique minéral. Elle donne toutes les régions explorées (pour ainsi dire la France tout entière !), les découvertes, les mines, tous les pays traversés et narre son périple dans le Nouveau monde.
Son récit est une véritable profession de foi où elle montre combien elle croit en ce qu'elle fait et quelles sont les qualités requises pour une telle entreprise. Son souhait est de rendre toutes ces richesses enfouies dans le sol au roi et à son peuple. Elle y reprend encore sa mésaventure bretonne et réclame justice. Elle fait preuve d'une audace et d'un courage incroyable, se risquant même à évoquer les farfadets et autres nains qu'elle affirme possible de trouver dans les profondeurs de la terre. Ainsi, son texte se perd parfois dans des domaines qu'il n'était très certainement pas judicieux d'aborder à cette époque, comme des thèmes astraux censés illustrer les 7 métaux.
Nul ne sait si le cardinal a lu cet ouvrage original, ni ce qui motive sa réaction. Il n'en demeure pas moins que le baron et la baronne de Beausoleil sont arrêtés et emprisonnés, l'un à la Bastille, l'autre au donjon de Vincennes. Ils y meurent respectivement vers 1645 et 1642. Ainsi prend fin une des premières tentatives de relancer l'exploitation minière en France de l'Époque moderne.

## Œuvres
- Véritable déclaration de la descouverte des mines et minières de France..., s. l., s. n., 1632    (Wikisource), lire en ligne sur Gallica.
- Veritable declaration faite au roy et a nos seigneurs de son Conseil, des riches, & inestimables thresors, nouvellement descouverts dans le royaume de France. Présentée à Sa Majesté, s. l., s. n., 1632    (Wikisource), lire en ligne sur Gallica.
- La Restitution de Pluton à Mgr l'éminentissime cardinal duc de Richelieu des mines et minières de France..., Paris, Hervé du Mesnil, 1640    (Wikisource), lire en ligne sur Gallica.